# قرش كوتس
قرش كوتس (الاسم العلمي: Carcharhinus coatesi)، نوع من القرش الترابي وفصيلة البنبكيات. يوجد قبالة الساحل الشمالي لأستراليا (من خليج القرش في غرب أستراليا إلى جزيرة فريزر في كوينزلاند) وربما أيضًا قبالة ساحل غينيا الجديدة.